# 石渡ネルソン
石渡 ネルソン（いしわたり ネルソン、2005年5月10日 - ）は、京都府京都市右京区出身のプロサッカー選手。Jリーグ・いわきFC所属。ポジションはミッドフィールダー。
ナイジェリア人の父親と日本人の母親を持つハーフ。

## 来歴

### クラブ
セレッソ大阪U-18在籍中の2022年2月、2種登録選手としてトップチームに登録され、5月18日、Jリーグカップの大分トリニータ戦で途中出場し、トップデビューを果たした。
2023年、高校3年生でトップチームに昇格してプロ入り。
2024年、愛媛FCに育成型期限付き移籍で加入。
2025年、いわきFCに育成型期限付き移籍で加入。

### 代表
2022年、U-18日本代表スペイン遠征ではセレッソ大阪U-18のチームメイトである春名竜聖、木下慎之輔と共に選ばれ、背番号10を着用。

## エピソード
上記の年代別代表で背番号10を着用することが決まった日の夜は、さすがに嬉しさと驚きから部屋に戻ってユニフォームを掲げた。
ヘアスタイルを変えたいという気持ちは強く、チャレンジしたいと思っている。

## 所属クラブ
- 西京極JSC
- 2017年 - 2019年 セレッソ大阪西U-15（京都市立西京極中学校）
- 2020年 - 2022年 セレッソ大阪U-18（興國高等学校）
  - 2022年  セレッソ大阪 (2種登録選手）
- 2023年 -  セレッソ大阪
  - 2024年  愛媛FC（期限付き移籍）
  - 2025年  いわきFC（期限付き移籍）

## 個人成績
| 国内大会個人成績 | 国内大会個人成績 | 国内大会個人成績 | 国内大会個人成績 | 国内大会個人成績 | 国内大会個人成績 | 国内大会個人成績 | 国内大会個人成績 | 国内大会個人成績 | 国内大会個人成績 | 国内大会個人成績 | 国内大会個人成績 |
| 年度             | クラブ           | 背番号           | リーグ           | リーグ戦         | リーグ戦         | リーグ杯         | リーグ杯         | オープン杯       | オープン杯       | 期間通算         | 期間通算         |
| 年度             | クラブ           | 背番号           | リーグ           | 出場             | 得点             | 出場             | 得点             | 出場             | 得点             | 出場             | 得点             |
| 日本             | 日本             | 日本             | 日本             | リーグ戦         | リーグ戦         | リーグ杯         | リーグ杯         | 天皇杯           | 天皇杯           | 期間通算         | 期間通算         |
| ---------------- | ---------------- | ---------------- | ---------------- | ---------------- | ---------------- | ---------------- | ---------------- | ---------------- | ---------------- | ---------------- | ---------------- |
| 2022             | C大阪            | 37               | J1               | 1                | 0                | 1                | 0                | 0                | 0                | 2                | 0                |
| 2023             | C大阪            | 37               | J1               | 0                | 0                | 1                | 0                | 1                | 1                | 2                | 1                |
| 2024             | 愛媛             | 22               | J2               | 12               | 1                | 0                | 0                | 2                | 0                | 14               | 1                |
| 2025             | いわき           | 7                | J2               |                  |                  |                  |                  |                  |                  |                  |                  |
| 通算             | 日本             | 日本             | J1               | 1                | 0                | 2                | 0                | 1                | 1                | 4                | 1                |
| 通算             | 日本             | 日本             | J2               | 12               | 1                | 0                | 0                | 2                | 0                | 14               | 1                |
| 総通算           | 総通算           | 総通算           | 総通算           | 13               | 1                | 2                | 0                | 3                | 1                | 18               | 2                |

- 2022年は2種登録選手

出場歴
- Jリーグ初出場 - 2022年10月12日 J1第25節 FC東京戦 (味の素スタジアム
- Jリーグ初得点 - 2024年10月6日 J2第34節 栃木SC戦 (栃木県グリーンスタジアム)

## 代表歴
- 2020年 U-15日本代表候補
- 2021年 U-16日本代表候補
- 2022年 U-18日本代表
  - スペイン遠征（11月）
- 2022年 U-19日本代表候補
- 2023年 U-20日本代表候補

## タイトル
セレッソ大阪U-18
- 日本クラブユースサッカー選手権 (U-18)大会 (2022年)

個人
- J2 月間ヤングプレーヤー賞:(2025年7月)[11]